# Volumen
Volumen är det första videoalbumet av Björk, utgivet av One Little Indian Records på vhs i november 1998 och på dvd i juni 1999. Det är en videosamling bestående av alla Björks musikvideor från starten fram till "Hunter" (mars 1998). I augusti 2001 uppnådde Volumen amerikansk guldcertifiering med över 500 000 sålda exemplar i USA.

## Volumen Plus
Volumen återlanserades som Greatest Hits: Volumen 1993–2003 i december 2002 med ytterligare sju videor. Samma dag utgav man även Volumen Plus som en komplettering för de som redan hade originalalbumet. Volumen Plus innehåller alltså endast de extra sju videorna på Greatest Hits.

## Låtlista
1. "Human Behaviour"
  - Regissör: Michel Gondry
2. "Venus as a Boy"
  - Regissör: Sophie Muller
3. "Play Dead"
  - Regissör: Danny Cannon
4. "Big Time Sensuality"
  - Regissör: Stephane Sednaoui
5. "Violently Happy"
  - Regissör: Jean-Baptiste Mondino
6. "Army of Me"
  - Regissör: Michel Gondry
7. "Isobel"
  - Regissör: Michel Gondry
8. "It's Oh So Quiet"
  - Regissör: Spike Jonze
9. "Hyperballad"
  - Regissör: Michel Gondry
10. "Possibly Maybe"
  - Regissör: Stephane Sednaoui
11. "I Miss You"
  - Regissör: John Kricfalusi
12. "Jóga"
  - Regissör: Michel Gondry
13. "Bachelorette"
  - Regissör: Michel Gondry
14. "Hunter"
  - Regissör: Paul White